# 道の駅うたしないチロルの湯
道の駅うたしないチロルの湯（みちのえき うたしないチロルのゆ）は、北海道歌志内市にある道の駅である。道の駅に隣接した所に日帰り温泉「チロルの湯」がある。

## 道路
- 北海道道114号赤平奈井江線

## 主な施設
- 駐車場
  - 普通車：56台
  - 大型車：15台
  - 身障者用 : 3台
- トイレ（いずれも24時間利用可能）
  - 男：大 2器、 小 3器
  - 女：3器
  - 身障者用：3器
- 公衆電話：1台
- 観葉植物エリア[1]
- セレクトショップ「可不可歌志内」[1]
- カフェエリア[1]
- 資料展示コーナー[2]

### 指定管理者
歌志内市の財政悪化のため、2007年から指定管理者制度による運営を導入、4月より地元の経済人の出資による新会社「エコノミービジネスネットワーク」が指定管理者となり自社製の漬物や山菜の販売も展開し、2008年にはピークとなる年間23万3千人の利用者数を記録したが、2019年3月には撤退し、飲食・物販部門を閉鎖。同年4月から再度歌志内市による運営を行い市民による展示会の場として用いるも2022年で年間利用者数3.3万人程度にとどまり2024年1月から新指定管理者を公募し、2024年5月に道の駅ぐるっとパノラマ美幌峠等の指定管理を手掛ける札幌市の観光コンサルタント業「TAISHI」を新たな管理者に指定し同年8月から厨房や内装等の改装に着手、「炭鉱とサスティナブル」をテーマとした展示やイベント・飲食営業や特産品販売などの展開を見込み、観葉植物エリアやカフェの設置や廃校から転用した資材の活用などを行い、2025年4月8日から営業を開始した。
- エコノミービジネスネットワーク（歌志内市、2007年4月[7] - 2019年3月[4]）
- TAISHI（札幌市、2025年4月 - 2028年3月予定）[2]

## 休館日
- 年末年始（12月30日 - 1月4日）
- 毎週月曜日 ※月曜日が祝日の時は翌日

## アクセス
- 札幌市より約85km
- 旭川市より約67km

## 周辺
- ペンケ歌志内川